# Junta de Museus de Catalunya
La Junta de Museus de Catalunya és un organisme depenent de la Generalitat de Catalunya, situat al Palau Moja, al Carrer Portaferrissa número 1 de Barcelona. Les seves funcions principals, segons el DOGC número 5146 són, entre d'altres, aprovar les propostes de nomenament dels directors i els administradors dels museus nacionals i elevar-les al Govern, estudiar les possibles creacions de nous museus nacionals, establir criteris de coordinació de política museística i fomentar les relacions entre els museus catalans i la resta. La Junta actua amb plena independència en l'exercici de les seves funcions i compta amb una assignació pressupostària específica en el pressupost del Departament de Cultura.

## Història
La primera Junta Municipal de Museus i Belles Arts fou creada el 1902. En aquella època, el seu president era l'alcalde de Barcelona i era formada per representants de la societat civil i artística de la ciutat. Uns anys més tard, el 1907 la junta es va transformar en Junta de Museus de Barcelona, afegint-se en l'organització la diputació. Durant els primers anys de gestió, la junta es va dedicar principalment a adquirir material per a les diferents col·leccions i a inventariar els diferents fons d'art.
Després de l'expedició organitzada per l'Institut d'Estudis Catalans el 1907 a la Vall d'Aran i de Boí, la Junta de Museus va engegar un estudi molt més profund de la zona, que es va allargar fins al 1920, data en què es va publicar l'estudi de Josep Pijoan, amb reproduccions de les obres realitzades per Joan Vallhonrat.
El mateix 1907, van adquirir dos terrenys a Empúries i un any després van encarregar l'inici de les excavacions.
Durant l'etapa de la Mancomunitat i amb l'ajuda de Folch i Torres, la junta es va dedicar a ordenar les col·leccions i realitzar els primers inventaris i publicacions. Fou durant aquesta època quan es van recopilar els absis romànics, donant-li a la col·lecció una importància i un tret referencial a nivell europeu.
La Junta va perdre temporalment la llibertat d'actuació durant la I dictadura (de Primo de Rivera), però un cop instaurada la Segona República recuperà i fins i tot incrementà el seu potencial gestor, creant museus especialitzats, incrementant les col·leccions mitjançant donacions i adquisicions com la col·lecció Plandiura, que va generar un debat social sobre la compra d'art per part de l'estat.
A l'inici de la guerra civil, la Generalitat va decidir estendre l'àmbit d'actuació de la junta creant una Comissaria general de Museus per tot el territori català, amb l'objectiu de salvaguardar la major part d'objectes artístics. Amb algunes de les obres guardades es va realitzar una exposició a París (Exposició d'Art Català) i la resta es van amagar a territoris neutrals propers a la frontera amb França.
Durant els anys de la dictadura feixista la Junta de Museus va passar a formar part del govern de Franco i va perdre tota la seva autonomia, tot i que els patronats continuaven sent l'Ajuntament de Barcelona i la Diputació. Durant aquesta època les col·leccions es van engrandir mitjançant algunes col·leccions i alguns llegats. El museu més important que es va inaugurar durant aquesta època fou el Museu Picasso.
Un cop reinstaurada la democràcia, el 1981 es varen realitzar diferents traspassos de competències en temes culturals des del govern espanyol al Govern de la Generalitat. Fou el 1990 quan es va aprovar la llei de museus, que afectaria a l'àrea museística.
L'any 1993 es va aprovar un decret que transformava la Junta de Museus de Barcelona en Junta de Museus de Catalunya. Aquesta nova junta va estendre totes les seves competències oficialment el 1998, en aprovar-se un nou decret.
Durant els últims anys la Junta ha realitzat un Pla de Museus i creat diverses propostes museístiques.

## Butlletí dels Museus d'Art de Barcelona
El Butlletí dels Museus d'Art de Barcelona era una publicació editada per la Junta de Museus de Barcelona des de juny de 1931 fins al desembre de 1937. Va ser dirigida per Joaquim Folch i Torres. En el butlletí s'informava sobre l'activitat museística i s'exercia la divulgació mitjançant estudis força aprofundits. Després de la seva desaparició, reaparegué el 1941 en castellà sota el nom de Anales y Boletín de los Museos de Arte de Barcelona. En aquesta ocasió, es publicava amb una periodicitat irregular i incloïa publicacions monogràfiques. Entre 1941 i 1947 va ser dirigit per Xavier de Salas Bosch, i posteriorment, des del 1948 per Joan Ainaud i de Lasarte.